# Liste der brasilianischen Botschafter in São Tomé und Príncipe
Die Botschaft befindet sich in São Tomé.
| Ernannt       | Name                                       | Bemerkungen | Mensagem Senado Federal | im Senat des Nationalkongress (Brasilien) vorgestellt am | ernannt von               | akkreditiert während der Regierung von | Posten verlassen |
| ------------- | ------------------------------------------ | --- | ----------------------- | -------------------------------------------------------- | ------------------------- | -------------------------------------- | ---------------- |
| 28. Juli 2003 | Paulo Dyrceu Pinheiro                      | (* 25. April 1939 in Rio de Janeiro) Sohn von Aurora dos Santos Pinheiro und Paulo Pinheiro, 1968 bis 1969 Geschäftsträger in Brüssel, 1972–1973: Geschäftsträger in Taipeh, 1986–1989: Botschafter in Luanda, 1989–1991: Generalkonsul in Santiago de Chile, 1990–1996: Botschafter in Islamabad           | MSF 138 de 2003         | 22. Juli 2003                                            | Luiz Inácio Lula da Silva | Maria das Neves                        |                  |
| 23. Dez. 2005 | Manuel Innocencio de Lacerda Santos Júnior | (* 30. Januar 1955 in Rio de Janeiro) Sohn von Rina Bonadies Santos und Manuel Innocencio de Lacerda Santos, 1984 Gesandtschaftssekretär in Bonn, 1986: Geschäftsträger in Prag, 1996: Geschäftsträger in Bonn, 2005: Geschäftsträger in Kinshasa, 23. April 2009 bis 1. April 2011: Botschafter in Jakarta | MSF 259 de 2005         | 14. Dez. 2005                                            | Luiz Inácio Lula da Silva | Maria do Carmo Silveira                |                  |
| 30. Apr. 2008 | Arthur Vivacqua Correa Meyer               | (* 12. Juni 1948 in Rio de Janeiro) Sohn von Heloisa Vivacqua Corrêa und Arthur Maciel Correa Meyer, 1999: Botschafter in Bissau, 7. Juni 2006:Botschafter in Georgetown (Guyana) und bei der CARICOM | MSF 39 de 2009          | 31. März 2009                                            | Luiz Inácio Lula da Silva | Joaquim Rafael Branco                  |                  |
| 18. Okt. 2011 | José Carlos de Araujo Leitão               | (* 17. Januar 1954 in Rio de Janeiro) Sohn von Lúcia Augusto de Araújo Leitâo und Gerardo Ribeiro Leitâo | MSF 87 de 2011          | 24. Aug. 2011                                            | Dilma Rousseff            | Patrice Trovoada                       |                  |